# 築地魚河岸

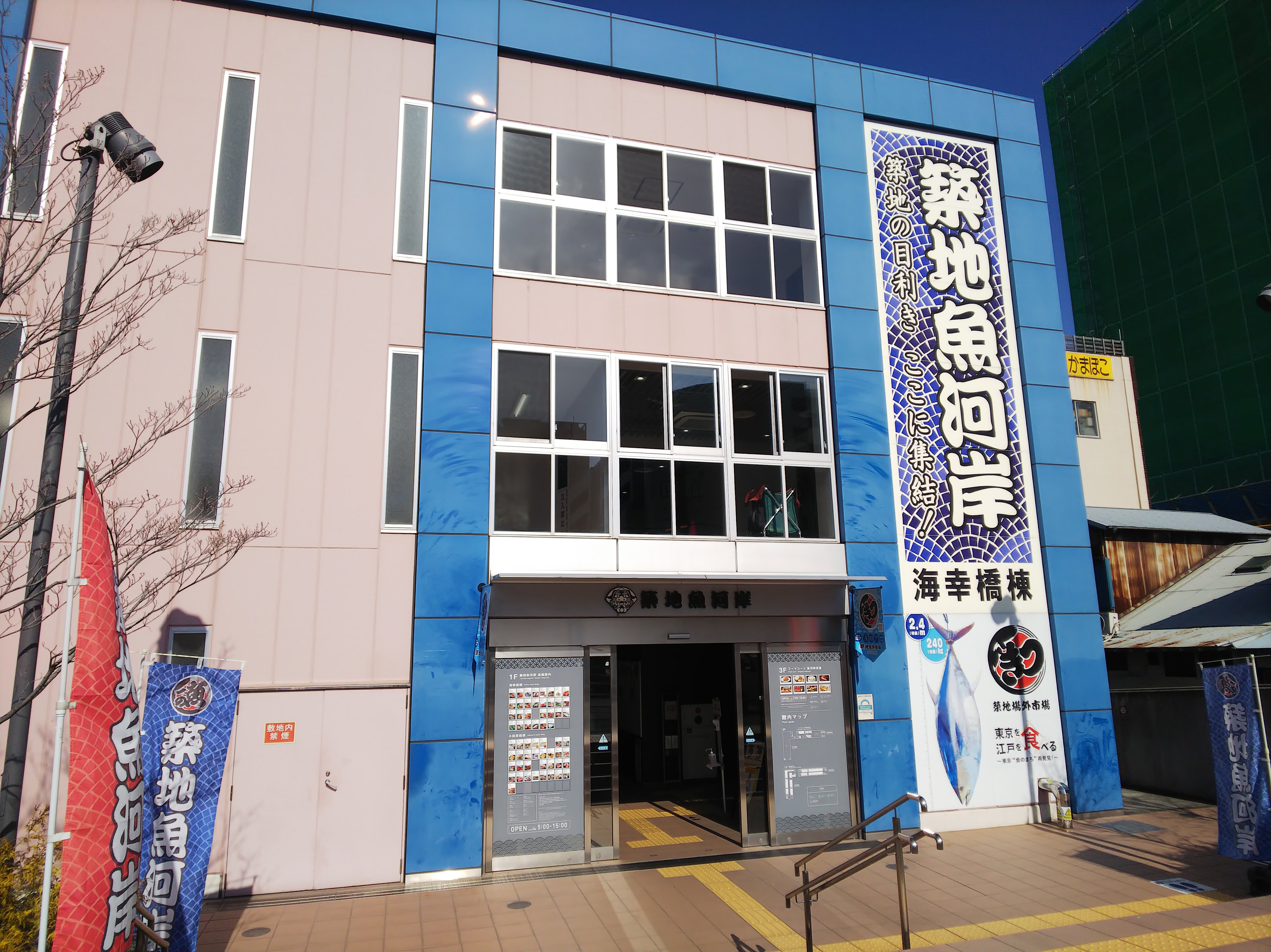
築地魚河岸　海幸橋棟の外観

築地魚河岸（つきじうおがし）は、東京都中央区築地に所在する生鮮食品販売中心の小売市場。鮮魚や青果といった生鮮食材のほか、乾物や干物、漬け魚などの加工食品を扱う専門店が入居している。
築地市場の豊洲移転後も築地周辺の活気と賑わいを将来に向けて継承するため中央区により設置され、2016年11月にプレオープン、2018年10月にグランドオープンした。運営は一般財団法人中央区都市整備公社が行っており実質的に公設市場のような運営形態になっている。

## 概要
築地場外市場に位置し、小田渡橋棟と海幸橋棟の2つの建物から構成されている。いずれも1階部分に店舗が並び、2階は業務スペースとなっている。小田原橋棟の3階にはフードコートやテラスなども設置され、飲食利用も可能である。
豊洲市場の水産・青果の仲卸を経営母体とした小売り店など約60軒が入居しており、一般消費者だけでなく飲食店などのプロの仕入れにも対応している。営業日は東京都中央卸売市場の開場日・休場日に準じており、開館時間は午前5時〜午後3時となっている。鮮魚店の多くは丸のままの魚を中心に扱うが、店舗によっては三枚おろしなどの下処理に対応していたり、切り身や刺身を取り揃えている店舗もあり、一般消費者にも利用しやすい形態になっている。また観光客が3階のテラスですぐ食べられるような寿司や惣菜などを扱っている店舗も散見される。
店舗によっては築地のサブちゃん、クックパッドマート、Uber Eatsなどの各種当日配送サービスにも対応しており、宅配で商品を購入することも可能である。